# 冯光涛
冯光涛（1926年—），男，原籍浙江绍兴，生于北京，中国指挥家，曾任中国电影家协会理事。